# Rum (eksperimentalfilm fra 1994)
|  | Denne artikel er oprettet af botten Steenthbot ud fra en ekstern database. Den kan derfor have sproglige fejl eller mangler. Denne skabelon kan fjernes efter kontrol af indholdet. |

 For alternative betydninger, se Rum (flertydig). (Se også artikler, som begynder med Rum)
Rum er en dansk eksperimentalfilm fra 1994 instrueret af Steen Møller Rasmussen.

## Handling
En sen optagelse af Poul Gernes i dialog med en ny generation af billedkunstnere, repræsenteret ved Erik A. Frandsen - skønt dialog måske er så meget sagt. Med ansigtet mod kameraet vandrer de to fra Palads Biografen i København, bemalet af Gernes, forbi Vesterbros Torv og ned ad Istedgade. Gernes er ikke interesseret i at træde frem som person, men villig til at gennemføre en opgave og til at forklare sin opfattelse af kunstens mission.

## Medvirkende
- Poul Gernes
- Erik A. Frandsen